# Rosa Parks
Rosa Louise McCauley Parks (Tuskegee, Alabama, 4 de febrero de 1913-Detroit, Míchigan, 24 de octubre de 2005) fue una activista afroamericana, figura importante del movimiento por los derechos civiles en Estados Unidos por ocupar un asiento para blancos en lugar de uno en la zona trasera del autobús para gente de color durante una protesta organizada con acciones iguales en Montgomery, Alabama (Estados Unidos), el 1 de diciembre del año 1955. Por tal acción, acabó siendo detenida, lo que se cita frecuentemente como la chispa del movimiento, y se la reconoce como «la primera dama de los derechos civiles», si bien ya existía un precedente de otra joven mujer, Claudette Colvin, que había sido arrestada por la misma causa el 2 de marzo del mismo año, el de Irene Morgan diez años antes o el de Ida B. Wells 71 años antes.

## Vida privada
Rosa Louise McCauley Parks nació el 4 de febrero de 1913 en Tuskegee, Alabama, Estados Unidos, hija de un matrimonio formado por el carpintero James McCauley y la maestra Leona Edwards. Tenía ascendencia africana, nativo americana, escocesa e irlandesa. Estudió en la escuela industrial Montgomery Industrial School for Girls y en el colegio para maestros Alabama State Teachers College for Negroes que tuvo que abandonar para cuidar a su madre enferma. Cuando terminó sus estudios, contrajo matrimonio con el barbero Raymond Parks. El matrimonio vivió en una época en que la división, es decir, la segregación de las personas por raza, sobre todo a las personas de raza negra, tenía una gran importancia en la mayor parte de los estados del sur estadounidense. De hecho la segregación no era solo social, sino que estaba refrendada por las leyes.
A partir de 1940 el matrimonio Parks se convirtió en miembro de la Montgomery Voters League, con el objetivo de ayudar a los afroamericanos a poder realizar el examen e inscribirse en las listas electorales. 
En 1950, Rosa se unió al movimiento de derechos civiles y se empleó como secretaria de la Asociación Nacional para el Progreso de las Personas de Color en Montgomery.

## Incidente en el autobús
Rosa Parks tenía 42 años cuando el 1 de diciembre de 1955, tomó un transporte colectivo para volver a su casa, específicamente un autobús. En ese momento, los vehículos estaban señalizados con una línea: los blancos delante y los negros detrás. Así, la gente de raza negra subía al autobús (por la puerta delantera), pagaba al conductor, se bajaba y subía de nuevo por la puerta trasera.
Parks se acomodó en los asientos del medio, que podían usar los negros si ningún blanco lo requería. Cuando se llenó esa parte, el conductor le ordenó, junto a otros tres negros, que cedieran sus lugares a un joven blanco que acababa de subir. Este ni siquiera había pedido el asiento, dijo después Parks en una entrevista a la BBC. Los otros se levantaron, pero ella permaneció inmóvil.
El conductor trató de disuadirla. Debía ceder su asiento, es lo que marcaba la ley. El conductor le preguntó si se iba a mover, a lo que ella respondió, No, no lo voy a hacer., Bueno, si usted no se levanta, voy a tener que llamar a la policía y hacer que la arresten., le dijo el conductor. Puede hacer eso., respondió ella. Cuando la policía le preguntó que por qué no se levantaba, contestó con otra pregunta: ¿Por qué todos ustedes están empujándonos por todos lados?, a lo que la policía respondió, No lo sé, pero la ley es la ley y ahora está bajo arresto.
Los negros se negaron a usar el autobús por un tiempo después de esta situación, hasta que pudieran sentarse dónde querían.
Fue encarcelada por su conducta, acusada de haber perturbado el orden. Además fue multada con un cargo de 14 dólares.

## Derechos civiles y actividad política
En respuesta al encarcelamiento de Rosa, Martin Luther King, un pastor bautista relativamente desconocido en ese tiempo, condujo la protesta a los autobuses públicos de Montgomery, en los que colaboró también la activista y amiga de la infancia de Rosa Parks, Johnnie Carr, y que simplemente convocaba a la población afroamericana a organizarse para transportarse por sus propios medios y no tomar los autobuses. Las protestas contra la segregación en los autobuses duró 382 días, los autobuses terminaron recibiendo pocos o ningún pasajero, comenzaron a dar déficit, por lo que se hizo necesario que la autoridad del transporte público terminara la práctica de segregación racial en los autobuses. Este suceso inició más protestas contra otras prácticas de segregación todavía vigentes.
Mientras tanto, en 1956, la lucha judicial contra la ley segregacionista de Montgomery y Alabama llegó finalmente a la Corte Suprema de los Estados Unidos, que declaró inconstitucional la segregación en el transporte.
Parks se convirtió en un icono del movimiento de derechos civiles. Se mudó a Detroit (Míchigan) a principios de la década de 1960 donde consiguió empleo con el representante afroamericano John Conyers del Partido Demócrata desde 1965 hasta 1988.

## Premios y honores

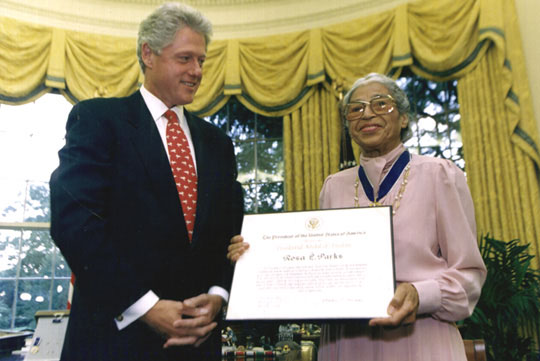
Durante una condecoración junto al presidente Bill Clinton.

En 1979, la NAACP otorgó a Parks su reconocimiento más alto, la medalla Spingarn y al año siguiente recibió el Premio Martin Luther King Jr.
Rosa Parks fue incluida en el Michigan Women’s Hall of Fame en 1983 por sus logros en el progreso de los derechos civiles.
Después de una vida de batallar contra el racismo, Parks recibió la Medalla de Oro del Congreso de los Estados Unidos en 1999.

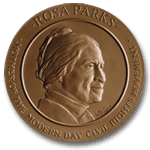
Lado de cabezas de la Medalla de Oro del Congreso de los Estados Unidos de Rosa Parks entregada a Rosa Parks el 28 de noviembre de 1999. Diseñado por Artis Lane.

La Rosa Parks Library and Museum (Biblioteca y Museo Rosa Parks) fue bautizado en su honor en noviembre de 2000. Allí, uno se puede enterar de la vida entera de Parks, incluyendo su vida antes de su «mala conducta», y cómo su simple acto se conecta con un movimiento más grande, el de los derechos civiles.

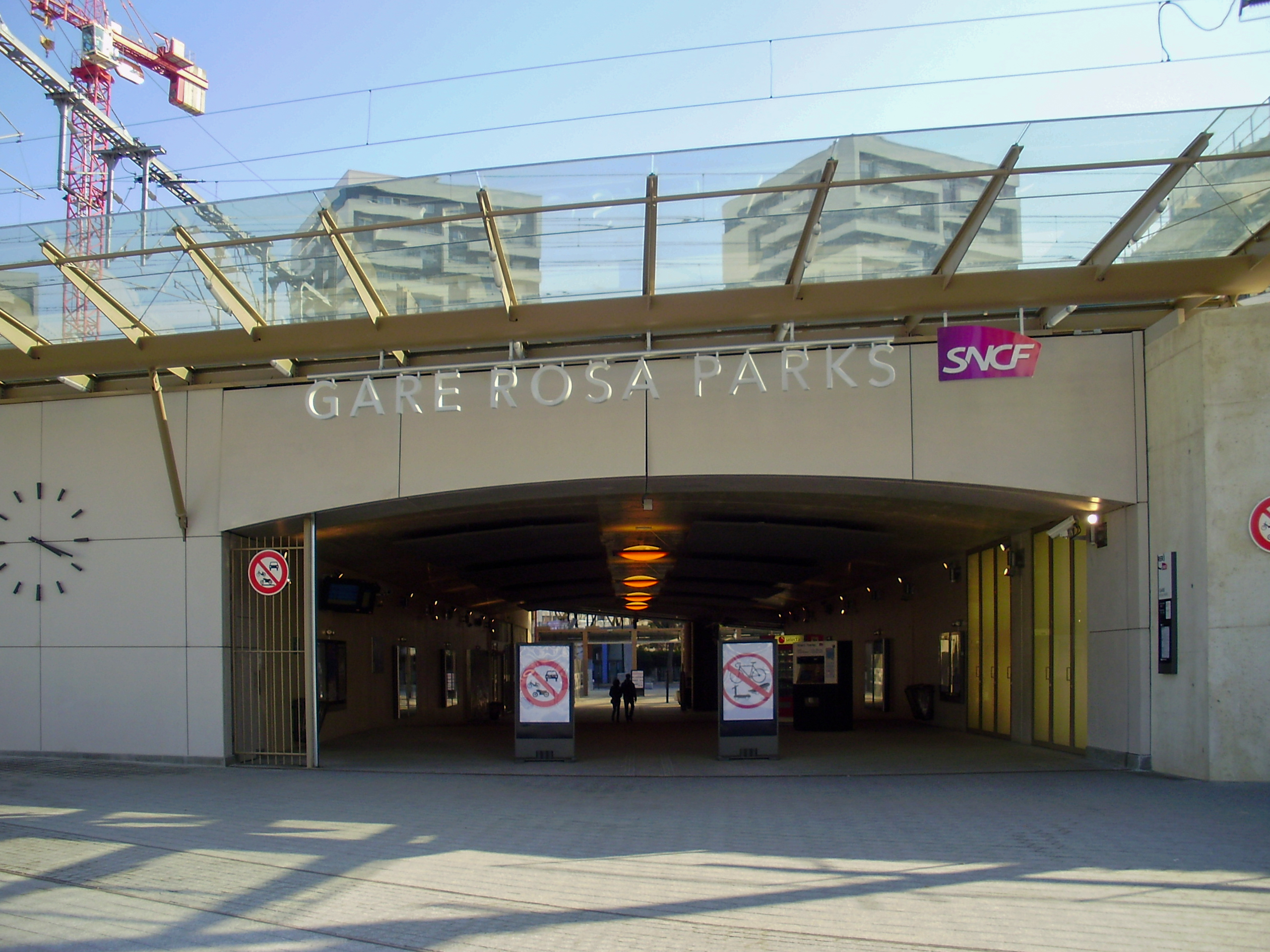
Entrada a la estación de tren en el lado norte, frente a la parada del tranvía en París, Francia.

El nombre de Rosa Parks fue dado a una estación de RER en París (distrito 19), que se inauguró el 13 de diciembre de 2015; las paradas de tranvía que dan servicio a la estación Rosa Parks (líneas T3 y T8) también llevan su nombre. Un mural diseñado por residentes locales que ilustra la vida de Rosa Parks se instaló en uno de los corredores de esta estación.
En la ciudad de Miami, Florida, cada autobús tiene un letrero detrás del asiento detrás del conductor que sirve como tributo a Rosa Parks; es mencionada como ícono de los derechos civiles que dio lugar a uno de los boicots más importantes en la historia de los EE. UU. y al surgimiento de Martin Luther King, Jr.
En su honor el presidente Barack Obama inauguró una estatua a tamaño natural en el Salón Nacional de las Estatuas del Capitolio de los Estados Unidos el 27 de febrero de 2013.

## Controversia sobre su papel en el movimiento
Mientras pocos historiadores dudan sobre la contribución de Parks al movimiento de derechos civiles y el valor de negarse a ceder su asiento, algunos de ellos han cuestionado la veracidad de algunos de los elementos más míticos.[cita requerida]
Muchos relatos del supuesto delito de mala conducta de Parks en 1955 la describen como una simple «costurera cansada». Sin embargo, Parks proclamó en su autobiografía: Mi historia (My Story), que no es verdad que estuviera físicamente cansada, sino «cansada (harta) de ceder».
También, algunas historias intentan esconder su militancia anterior en la NAACP y la Highlander Folk School para caracterizarla como una persona normal y no una activista política.
Parks no fue la primera persona en negarse a ceder su asiento a una persona de raza blanca. La NAACP había aceptado y proporcionado ayuda legal a otros casos similares como el de Irene Morgan, diez años antes, que resultó en una victoria en el Tribunal Supremo respecto al comercio. Esta victoria solo terminó la segregación racial en el comercio interestatal, tal como el viaje interestatal por medio de autobuses públicos. El caso de Rosa Parks se considera revolucionario porque aplicaba a las leyes segregacionistas estatales, no solo las de comercio interestatal.
En 2002, en una escena de la película Barbershop, los actores discuten sobre los afroamericanos del pasado, que se han negado a ceder sus asientos de autobús; esto provocó un boicot de la película liderado por los activistas Jesse Jackson y Al Sharpton.

## Incidente de 1994
En 1994, Rosa Parks, con ochenta y un años, fue atacada en su hogar en Detroit por Joseph Skipper. Skipper le robó un total de 53 dólares. Al encontrarla en la casa le exigió dinero, a lo que Rosa reaccionó ofreciéndole 3 dólares, y tras exigirle más, ella le dio otros 50. El incidente causó estupor en la opinión pública cuando Parks confesó haberle preguntado a Skipper antes de que le atacara «¿Sabes quién soy?». Skipper (también afroamericano) contestó que no lo sabía y antes de abandonar la casa la golpeó en el rostro, tras lo cual tuvo que ser hospitalizada. Posteriormente Joseph Skipper fue condenado a 15 años y atribuyó su comportamiento al consumo de drogas, al mismo tiempo que asumió saber de quién era la residencia a la que había entrado con tan solo poner un pie en ella. Durante su estancia en prisión declaró que esperaba pedir perdón a Parks una vez abandonara la prisión, sin embargo ella murió antes de que él recobrara la libertad.

## Demanda contra OutKast
En 1999, los abogados de Parks demandaron al grupo musical OutKast por usar su nombre en la canción «Rosa Parks». La demanda inicial fue rechazada. Parks contrató al abogado Johnny Cochran para apelar la decisión en 2001, pero también fue rechazada con el argumento de que la Primera Enmienda los protegía. El caso fue finalmente aceptado por el Tribunal Supremo en 2003.
En 2004, el juez del caso eligió a un abogado imparcial ya que sospechaba que los abogados anteriores perseguían el caso por su propio interés económico.
«Mi tía jamás haría todo esto solo para dañar a unos artistas jóvenes, quienes están tratando de sobrevivir en el mundo», dijo la sobrina de Parks, Rhea McCauley, en una entrevista a Associated Press. «Como una familia que somos, es nuestra preocupación que en los últimos días de tía Rosita, ella no se encuentre rodeada de desconocidos tratando de hacer dinero con su nombre.»
La demanda está todavía pendiente. Los archivos médicos publicados durante la demanda del 2005, revelan que Parks sufrió demencia en los últimos años de su vida. En 2004 le fue diagnosticada la enfermedad de Alzheimer.

## Muerte
Rosa Parks murió a la edad de noventa y dos años el 24 de octubre de 2005 a consecuencia de un infarto de miocardio, en la casa de retiro en Detroit en la que pasó sus últimos años.
El 30 de octubre de 2005, los restos de Parks fueron honrados en la Rotonda del Capitolio, convirtiéndose en la primera mujer y la segunda persona afroamericana en recibir este honor.